# Cal Gravat (Bóixols)
Cal Gravat és una masia del terme municipal d'Abella de la Conca, a la comarca catalana del Pallars Jussà. Pertany al poble de Bóixols, al nord-est del municipi. Està situada a l'extrem nord-est del poble mateix, sota i a llevant de Cal Baró, a 545 metres d'altitud.
La masia està conformada per l'habitacle principal, així com per 2 habitacles adjacents. L'edifici principal és un edifici format per dos cossos de planta rectangular de 130 m² feta de murs de pedra, obra a vista, bigues de fusta i coberta de teula ceràmica i pissarra a dues vessants, amb el carener perpendicular a la façana.